# Elaphe

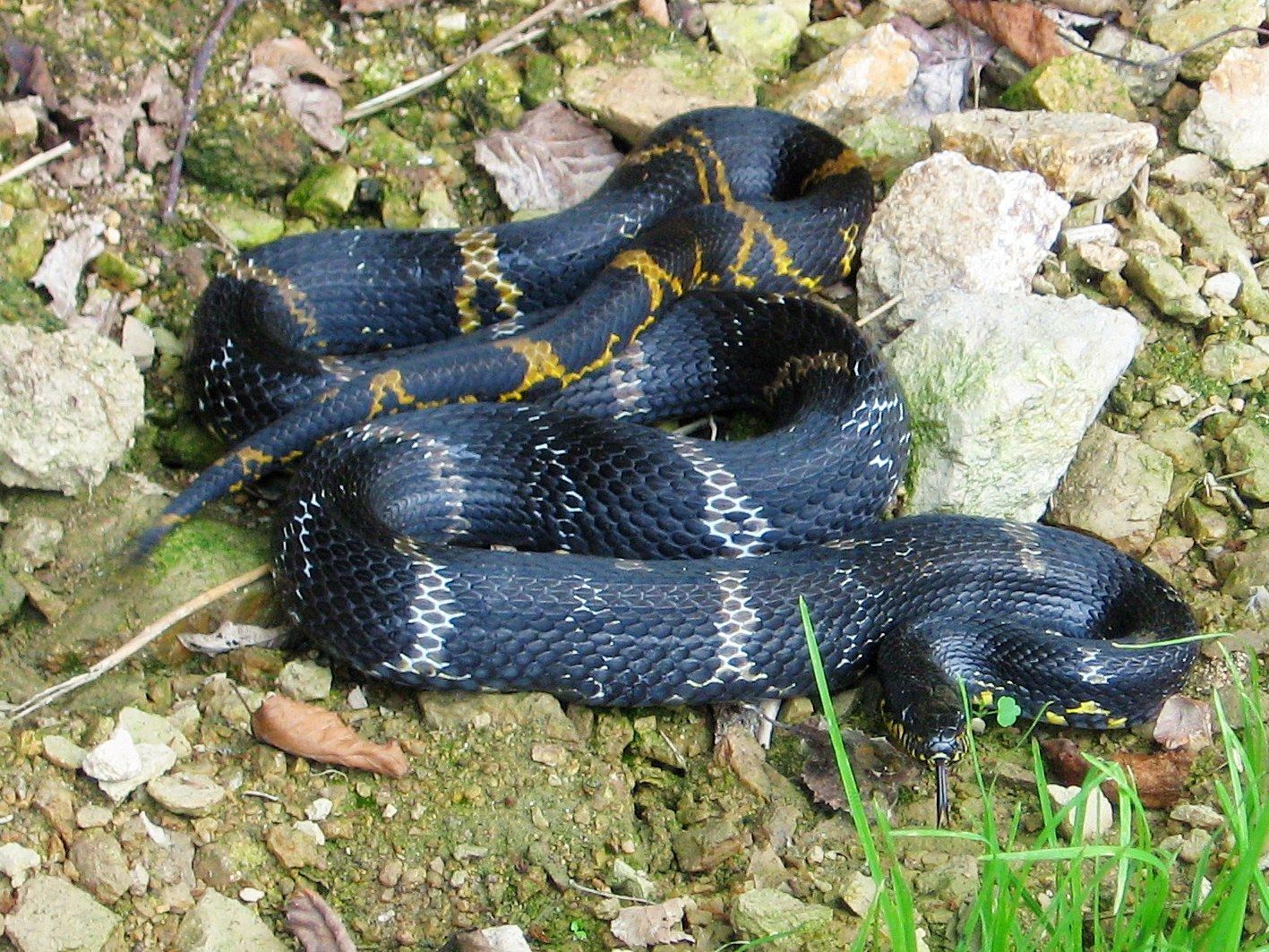
Połoz amurski (E. schrenckii)

Elaphe – rodzaj węży z podrodziny Colubrinae w rodzinie połozowatych (Colubridae).

## Zasięg występowania
Rodzaj obejmuje gatunki występujące w Bułgarii, Rumunii, Mołdawii, Chorwacji, Serbii, Słowenii, Bośni i Hercegowinie, Macedonii Północnej, Albanii, we Włoszech, w Grecji, na Ukrainie, w Rosji, Turcji, Syrii, Izraelu, Gruzji, Armenii, Azerbejdżanie, Kazachstanie, Kirgistanie, Tadżykistanie, Uzbekistanie, Turkmenistanie, Iranie, Iraku, Afganistanie, Mongolii, Chinach, Indiach, Nepalu, Bhutanie, Mjanmie, na Tajwanie, w Tajlandii, Laosie, Kambodży, Wietnamie, Malezji, Indonezji, Korei i Japonii.

## Systematyka

### Etymologia
- Elaphe: gr. ελαφη elaphē „skóra jelenia”, od ελαφος elaphos „jeleń”[9].
- Leptophidium: λεπτος leptos „smukły, drobny”[10]; οφιδιον ophidion „mały wąż”, zdrobnienie od οφις ophis, οφεως opheōs „wąż”[11]. Gatunek typowy: Leptophidium dorsale Hallowell, 1860 (= Coluber quadrivirgatus Boie, 1826).
- Phyllophis: φυλλον phullon „liść”[12]; οφις ophis, οφεως opheōs „wąż”[11]. Gatunek typowy: Phyllophis carinata Günther, 1864.
- Spaniopholis: gr. σπανιος spanios „rzadki, skąpy”[13]; φολις pholis, φολιδος pholidos „rogowa łuska”[14]. Gatunek typowy: Spaniopholis souliei Mocquard, 1897 (= Phyllophis carinata Günther, 1864).
- Orthriophis: gr. ορθρος orthros „świt”; οφις ophis, οφεως opheōs „wąż”[6]. Gatunek typowy: Cynophis moellendorffi Boettger, 1886.
- Martinekea: Maryann Martinek, major Australian Army[7]. Gatunek typowy: Spilotes hodgsonii Günther, 1860.

### Podział systematyczny
Do rodzaju należą następujące gatunki:
- Elaphe anomala (Boulenger, 1916)
- Elaphe bimaculata Schmidt, 1925
- Elaphe cantoris (Boulenger, 1894)
- Elaphe carinata (Günther, 1864)
- Elaphe climacophora (H. Boie, 1826) – połoz japoński
- Elaphe davidi (Sauvage, 1884)
- Elaphe dione (Pallas, 1773)
- Elaphe druzei Jablonski, Ribeiro-Júnior & Meiri
- Elaphe hodgsoni (Günther, 1860)
- Elaphe moellendorffi (Boettger, 1886)
- Elaphe quadrivirgata (H. Boie, 1826)
- Elaphe quatuorlineata (Lacépède, 1789)
- Elaphe sauromates (Pallas, 1811)
- Elaphe schrenckii Strauch, 1873 – połoz amurski
- Elaphe taeniura (Cope, 1861) – połoz smugooki
- Elaphe urartica Jablonski, Kukushkin, Avcı, Bunyatova, Ilgaz, Tuniyev & Jandzik, 2019[15]
- Elaphe xiphodonta Qi, Shi, Ma, Gao, Bu, Grismer(inne języki), Li & Wang, 2021
- Elaphe zoigeensis Huang, Ding, Burbrink, Yang, Huang, Ling, Chen & Zhang, 2012